# فرانک ادواردز
فرانک ادواردز (به انگلیسی: Frank Edwards) (زاده ۴ اوت ۱۹۰۸ – درگذشته ۲۳ ژوئن ۱۹۶۷) یک نویسنده آمریکایی و از پیشگامان رادیو بود. وی در اواخر عمر به خاطر کتابهایی که در زمینه اشیای ناشناس پرنده و دیگر پدیده‌های مافوق طبیعی نگاشت به شهرت رسید.